# Frank Feller
Frank Feller (* 7. Januar 2004 in Leonberg) ist ein deutscher Fußballspieler. Der Torhüter steht beim 1. FC Heidenheim unter Vertrag.

## Sportlicher Werdegang
Feller begann mit dem Vereinsfußball beim TSV Eltingen. Später spielte er im Nachwuchsbereich beim SGV Freiberg, ehe er 2019 in die Jugend des 1. FC Heidenheim wechselte. Dort durchlief er die Jugendmannschaften und ergänzte ab 2023 das Profi-Torhüterteam des Bundesligaaufsteigers hinter Stammtorhüter Kevin Müller und Vitus Eicher. Beim 2:1-Erfolg in der Qualifikation zur UEFA Conference League 2024/25 beim schwedischen Vertreter BK Häcken stand er am 22. August erstmals für die Profimannschaft auf dem Feld, reihte sich aber in der Bundesliga und den weiteren Europapokalspielen nach Erreichen der Gruppenphase wieder hinten ein. Parallel band der Klub ihn mit einem bis 2029 gültigen Vertrag langfristig. Bei der 1:2-Niederlage gegen Hertha BSC in der zweiten Runde im Wettbewerb um den DFB-Pokal 2024/25 bekam er erneut Spielpraxis. Nachdem er in der Folge weiterhin ohne Bundesligaeinsatz geblieben war, stellte Trainer Frank Schmidt ihn am 13. Februar 2025 im Auswärtsspiel beim FC Kopenhagen in den Play-Off-Spielen zum Achtelfinale in der UEFA Conference League zwischen die Pfosten, wo er mit einer guten Torwartleistung zum 2:1-Erfolg beitrug, sodass er auch im Rückspiel zum Einsatz kam.